# Sphenometopa variegata
Sphenometopa variegata är en tvåvingeart som först beskrevs av Stein 1924.  Sphenometopa variegata ingår i släktet Sphenometopa och familjen köttflugor. Inga underarter finns listade i Catalogue of Life.